# Phellopsis porcata
Phellopsis porcata is een keversoort uit de familie somberkevers (Zopheridae). De wetenschappelijke naam van de soort werd in 1853 gepubliceerd door John Lawrence LeConte.